# Église Notre-Dame-de-l'Assomption de La Ferté-Macé
L'église Notre-Dame-de-l'Assomption est une église située à La Ferté-Macé, en France.

## Localisation
L'église est située sur la commune de La Ferté-Macé, dans l'Orne. La chapelle fait l’objet d’un classement au titre des monuments historiques depuis le 4 août 1978.

## Historique

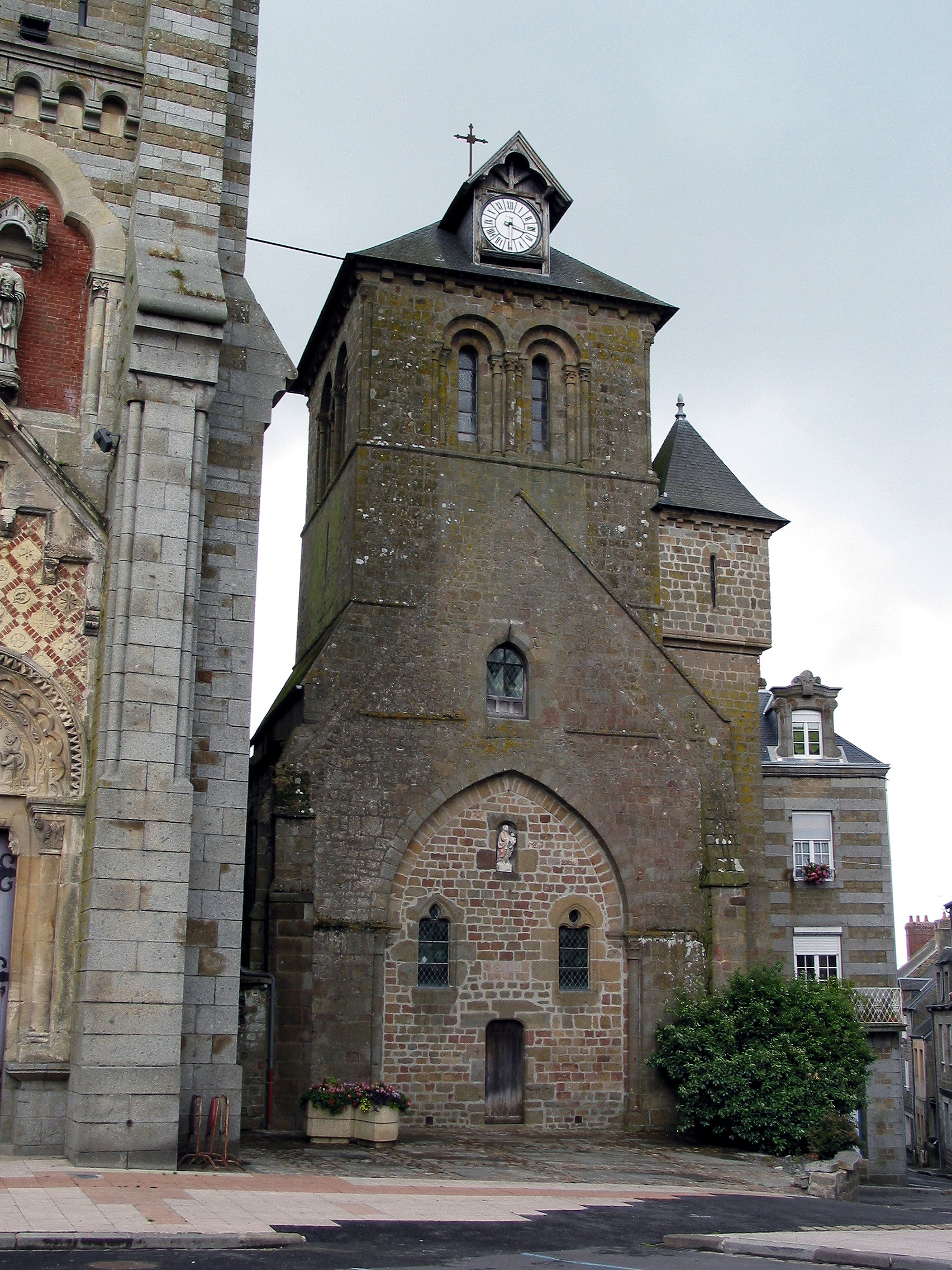
Ancienne église du.

La chapelle romane, qui jouxte l’église Notre-Dame, a été construite au XIe siècle.
L'église Notre-Dame est conçue par l'architecte sarthois François Liger. La construction débute en 1851 et s'achève en 1901. L'imposant édifice mesure 70 mètres de long et 38 mètres de large au niveau du transept. La nef s'élève à 22 mètres de haut et les clochers à 60 mètres. Le carillon composée de seize cloches est l'œuvre de la fonderie Bollée.
Le 5 août 1860 a lieu la consécration officielle et solennelle de l'église Notre-Dame, de style romano-byzantin. Les clochers ne furent achevés que 40 ans plus tard. La bénédiction des clochers a eu lieu du 26 au 30 juillet 1899. Initialement ce n'était pas deux tours qui étaient prévues mais un dôme. Les cloches, quant à elles, sont suspendues le 27 octobre 1907 et bénites deux jours après, soit le 29.